# Sistema Mexicano de Equivalencias de Clasificación de Contenidos de Videojuegos
El Sistema Mexicano de Equivalencias de Clasificación de Contenidos de Videojuegos (SMECCV) es la legislación vigente en México en cuanto a la regulación de la clasificación por edades de los videojuegos. Dicha legislación fue adoptada y publicada en el Diario Oficial de la Federación por la Secretaría de Gobernación en noviembre de 2020 y entró en vigor el 27 de mayo de 2021.

## Historia
Desde el inicio de la comercialización de la industria de videojuegos en México no existía una regulación para su clasificación por edades y sobre su restricción a la venta a menores de edad en el caso de videojuegos con alto contenido de violencia o de índole sexual. Desde los años 90, los fabricantes y distribuidores comercializaban en México los títulos que se vendían en los Estados Unidos siendo estos ya calificados por la Entertainment Software Rating Board (ESRB) de dicho país dando como resultado que las clasificaciones dadas por esta asociación fueran usadas de facto en México aunque estas estuvieran impresas en idioma inglés en los empaques de los juegos los cuales empezaron a ser traducidos alrededor de 2012.
Ante el crecimiento de la industria de los videojuegos en México y en el marco de la guerra contra el narcotráfico en abril de 2017 la diputada por el Partido Revolucionario Institucional, Aurora Cavazos Cavazos propuso una reforma a la Ley Federal de Telecomunicaciones y Radiodifusión para que el Instituto Federal de Telecomunicaciones regulara la clasificación y venta a menores de edad de videojuegos en México, siendo turnada al Senado que finalmente aprobó el 27 de abril de ese año que fuera la Secretaría de Gobernación la encargada de clasificar por edades y regular la venta de videojuegos en México luego de que se reformaran las leyes Orgánica de la Administración Pública Federal y General de los Derechos de las Niñas, Niños y Adolescentes.
Las referidas reformas planteaban que sería la Secretaría de Gobernación la que emitiría los lineamientos para la clasificación y regulación de la venta de videojuegos en territorio nacional los cuales no fueron publicados hasta noviembre de 2020 y entraron en vigor el 27 de mayo de 2021. Conforme a lo publicado en dichos lineamientos la Secretaría de Gobernación estableció que sería responsabilidad de la  Dirección General de Radio, Televisión y Cinematografía clasificar los títulos y vigilar el cumplimiento de la norma. El primer videojuego en cumplir con esta regulación fue New Pokémon Snap para la Nintendo Switch.

## Clasificaciones
En los lineamientos publicados por la Secretaría de Gobernación, se da una tabla de equivalencias entre las clasificaciones mexicanas y las estadounidenses emitidas por la ESRB.Las clasificación son iguales que el sistema de clasificación de películas y series, pero en este sistema se excluye la clasificación “AA”.
| Clasificación | Nombre            | Descripción | Edad adecuada                         | Equivalente ESRB |
| ------------- | ----------------- | --- | ------------------------------------- | ---------------- |
|               | Todo público      | El contenido es apto para todas las edades. Puede que contenga una cantidad mínima de violencia de caricatura, de fantasía o ligera, o uso poco frecuente de lenguaje soez moderado. | Todas las edades.                     |                  |
|               | +12 años          | El contenido es apto para personas de 12 años o más. Puede que contenga más violencia de caricatura, de fantasía o ligera, temas más sugestivos, humor vulgar mínimo, lenguaje soez moderado, mínimas referencias a alcohol o tabaco, sangre animada, mínimas apuestas simuladas o temas insinuantes mínimamente provocativos. | Todas las edades a partir de 12 años. |                  |
|               | +15 años          | El contenido es apto para personas de 15 años o más. Pueden contener violencia moderada, temas insinuantes, temas demasiado sugestivos, humor vulgar, mínima cantidad de sangre, apuestas simuladas, referencias a tabaco y alcohol o uso moderado de lenguaje fuerte.                                                         | Adolescentes a partir de los 15 años. |                  |
|               | Adultos +18 años  | El contenido es apto para personas mayores de 18 años. Pueden contener violencia intensa o extrema, derramamiento de sangre, contenido sexual gráfico moderado, uso frecuente de tabaco y alcohol, apuestas con moneda real o lenguaje fuerte.                                                                                 | Jóvenes y adultos mayores de 18 años. |                  |
|               | Exclusivo adultos | El contenido es apto sólo para mayores de edad. Es muy parecida a la anterior, pero pueden incluir mas escenas prolongadas de violencia intensa, contenido sexual gráfico intenso, uso continuo de tabaco o alcohol, derramamiento de sangre intenso o apuestas con moneda real.                                               | Únicamente adultos.                   |                  |

### Etiquetado

Ejemplo de ficha descriptiva conforme a la legislación mexicana.

Los lineamientos mencionan que el etiquetado posterior deberá:
- La estampa descriptiva se ubicará, impresa o adherida, en la parte inferior de la contraportada o carátula reversa.
- La aplicación contendrá del lado izquierdo, el ícono de Clasificación en un círculo o rectángulo. De lado derecho se apreciarán los descriptores de contenido acorde a la Clasificación y el contenido del material (videojuego) y debajo de ambos se apreciarán los elementos interactivos acorde a la Clasificación y el contenido del material.
- La tipografía que deberá utilizarse para la letra de Clasificación es Arial y el tamaño de la letra no podrá ser menor a 10 puntos pero podrá ser mayor el tamaño de esta letra y del ícono para que sea proporcional al tamaño de la caja.
- El tamaño de letra de los descriptores de contenido no puede ser menor a 7 puntos, pero podrá ser mayor para que sea proporcional al número y extensión, considerando todos los descriptores del videojuego. Cada descriptor de contenido debe señalarse en una línea independiente para facilitar la comprensión de lectura.
- El tamaño de letra de los elementos interactivos no puede ser menor a 8 puntos, pero podrá ser mayor para que sea proporcional al número y extensión, considerando todos los descriptores del videojuego. Cada elemento interactivo debe señalarse en una línea independiente o separada por una barra diagonal para facilitar la comprensión de lectura.

### Criterios y exigencias de calificación
Los lineamientos hacen mención únicamente sobre la exigencia del cumplimiento del etiquetado para la venta de videojuegos en formato físico y no lo hace para la venta de videojuegos en formato digital. Por otra parte, la ley hace mención de que los distribuidores deberán solicitar al consumidor que acredite su mayoría de edad mediante la presentación de su credencial de elector en caso de buscar adquirir un videojuego clasificado en «C» o «D».